# Nigel Levine
Nigel Levine, född den 30 april 1989, är en brittisk friidrottare som tävlar i kortdistanslöpning.
Levine deltog vid VM för juniorer 2008 där han blev utslagen i semifinalen på 400 meter. Han ingick vidare i de brittiska stafettlag som vid inomhus-EM 2009 och inomhus-VM 2010 blev medaljörer på 4 x 400 meter.

## Personliga rekord
- 400 meter - 45,78 från 2009